# Vandal Hearts
Vandal Hearts é um jogo de RPG táctico feito pela Konami para os consoles Playstation e Sega Saturn.
Este jogo, diferentemente de muitos outros RPGs como Final Fantasy, você não tem caminho livre por diversos mapas e cidades. As lutas acontecem em turnos. O jogador primeiro move todos os seus personagens definindo sua estrátegia (de ataque ou de recuo) e depois passa a vez (o turno) ao computador que também movimenta os seus personagens.

## História
Há milhares de anos o homem-santo, conhecido historicamente como o Messias de Toroah viajou muito por todo o continente Sostegaria, espalhando seus ensinamentos em todo o país. Após sua morte, seus descendentes e herdeiros assumiram o poder político absoluto sobre a região, formando a base do Ashah Santo Dinastia e decisão através de uma combinação da doutrina religiosa e poder militar por milênios. Os reis e rainhas da Dinastia Ashah, no entanto, nem sempre governava com sabedoria ou justiça, e, como o tempo passou, os cidadãos começaram a ressentir-se do poder dos seus líderes.
Há quinze anos este descontentamento crescente encontrou sua expressão máxima na pessoa de Arris o Sábio, que uniu as diferentes facções anti-realistas de todo o Sostegaria e formou um poderoso exército de guerrilha. Sob a liderança astuta de Arris, este exército de libertação conseguiu enganar e frustrar os planos do Exército Real, e finalmente destruiu o palácio da dinastia Ashah.
Com a dissolução da monarquia, os rebeldes estabeleceram um conselho de sentença fundada nos princípios da democracia e soberania popular. Das cinzas da Ashah Sacro Império, surge a República da Ishtaria. Os líderes da revolução, naturalmente, assumiram posições de liderança dentro da nova república: todos, ou seja, exceto para Arris si mesmo, que de repente desapareceu e desde então ninguém mais ouviu falar dele.
Hoje, a jovem república é cada vez mais em apuros: o Ministro da Defesa autocrático, Hel rancores, e seu esquadrão antiterrorista de elite, a Guarda Crimson, estão usando a força cada vez maior para erradicar os últimos vestígios da resistência à dominação Ishtarian, quando permitem que proíbe a vaguear pelo país e piratas para navegar pelos mares. Enquanto isso, Ash Lambert e seus colegas do terceiro batalhão das Forças de Segurança Ishtarian começam a suspeitar de uma conspiração nos mais altos níveis do governo. Ash tenta chamar a atenção para a situação, porém, só atrair a ira dos conspiradores se, deixando apenas as cinzas e os seus aliados para frustrar os seus planos e restaurar a ordem na nação.
Após os créditos, uma cena extra que mostra está disponível Eleni audiência tema de Ash ocarina embora afirmando que "ele" voltou, insinuando que ele ainda está vivo ou voltou a Ishtaria.

## Sistema
As batalhas são realizadas em uma série de mapas grade em forma de quadrados, que pode incluir diferentes alturas, tais como escadas e muros e praças não é acessível como a água, árvores e edifícios. Embora o ambiente é tridimensional os ângulos usados faz com que pareça com uma vista isométrica. Cada personagem que participam na batalha tem um determinado número de quadrados que eles podem se mover, e uma ação (como atacar, lançando uma magia, ou usar um item) que eles podem fazer por sua vez, o movimento de um subsídio de caracteres para uma virada podem ser usados todos de uma vez ou dividido entre dois ou mais movimentos. Uma vez que cada personagem  executou suas ações para um turno, entra a vez dos inimigos. Em cada fase, o jogador controla os personagems e podem mover seus personagems na ordem que desejar, esse jogo é um tactics que possui cenas bem sangrentas quando os personagens são atingidos por armas de corte.
A maioria, mas nem todas as fases forem concluídas, matando todos os personagens inimigos. Existe estádios com condições de vitória diferentes, tais como matar um personagem inimigo particular, movendo seus personagens para um local específico no mapa, ou matar os inimigos certos, enquanto outros não. Em cada batalha, a morte do líder resulta na perda imediata. Perder outros personagens no partido não causa a derrota, em vez disso, provoca a perda do ouro, que é uma pena maior do que parece, pois há um número finito de batalhas no jogo e, portanto, também uma fonte finita de ouro. Se um personagem  morre significa que só saiu do estágio atual e pode retornar na próxima etapa. Em fases que incluem resgatar outros personagens, a morte destes personagens também resulta em perda.

## Classes
O jogo apresenta uma variedade de personagens que participam de classes diferentes de batalhas ao longo do jogo. Cada personagem se encaixa em uma das sete classes de personagens: Swordsmen(espadachim), Armor(cavaleiro com armaduras), Archer(arqueiro), Hawknight(uma espécie de lanceiro cujo equipamento com a capacidade de voo), Monk(Monge), Mage(Mago) e Cleric(Clérigo). Os pontos fortes de cada classe são determinados através de cada tipo de classes: lutadores corpo a corpo (como espadachims e Armors) são mais eficazes na luta contra arqueiros. Arqueiros são mais eficazes na luta contra personagens no ar, como Hawknights. Hawknights são mais eficazes na luta contra espadachims. As outras três classes que são usuários de magia como: o Monge tem uma capacidade de usar magia e cura mas não igualado como os dos magos e Clérigos e com a força física média, o magos especializado em magias de ataque, e o cleric se especializa em magia de cura. Além disso, os Magos também são mais eficazes contra os armors. A maioria dos magos e clérigos, têm fraca capacidade defensiva quando comparado com outras classes no jogo e a maioria das magias de ataque são mais fortes contra os adversários blindados .

## Personagens
- Ash Lambert(Hero) - principal protagonista do jogo, um homem com um forte senso de justiça e mestre espadachim. O seu amigo Clive Beckett, o apoiou no passado e tornou-o um líder de pelotão das Forças de Segurança Ishtarian. Apesar de sua posição, Ash tem de lutar para manter a confiança sob o estigma de ser filho de um homem que traiu Arris.Teve uma infância sofredora por fato de seu pai, mas ele é leal pelo seu país　ao mesmo tempo sente uma certa injustiça pelo frequentes ataques terroristas e decadência do país. Sua classe Hero é um tipo especial de Knight que, adicionalmente, aprende magias de cura e ataque.
- Clint Picard (Knight / Armor) - Amigo de Ash e membro das Forças de Segurança.Uma pessoa um pouco reservada e sério, ele não deixa de ser um amigo de confiança e bom aconselhador quando se trata dos atos de seus amigos sem se importar com as consequências.Ele tem um trauma psicológico devido a morte de sua namorada no passado por contrabando pelo qual ele investiga.
- Diego Renault (Archer / Hawknight) - Um dos membros das Forças de Segurança despreocupado que tem personalidade oposta de Clint.Ele é o filho e herdeiro das riquezas do grande comerciante da cidade de Kerachi,mas se rebelou e saiu de casa devido ao seu pai que não se importava com a família.
- Eleni Dunbar (Mage / Monk) - Ela era uma órfã e foi encontrada e adotada pelo General Magnus.Quando soube do sumiço de seu pai adotivo ela decide viajar com o Ash a fim de encontrar o seu pai.Ela possui um prodigioso talento para magia.Devido ao choque emocional muito forte ela perdeu toda a sua memória.
- Huxley Hobbes (Cleric / Monk) - professor　de Eleni cuidador e um curandeiro velho de idade. Quando Eleni decide viajar com a esperança de encontrar o seu pai, Huxley insiste em acompanhar a jornada.Conservado por natureza e respeita as tradições e é rigoroso sobre as boas maneiras mas ele trata a Eleni como se fosse a verdadeira filha.
- Kira Wulfstan (Archer / Hawknight) - Excelente lutadora mercenária e espiã de Dolph, salvou o Ash e seus amigos  de um bando de bandidos em tentativa de escapar de uma ponte em colapso. Ela, por vezes, põe em perigo a sua própria vida  desnecessariamente na batalha e aparentemente nem se importa muito com as conseqüências de suas ações algo que Clint notou nela.Ela era da família aristocrática que foram mortos na guerra revolucionária e se tornou incapaz de confiar nas pessoas.
- Grog Drinkwater (Knight / Armor) - Um marinheiro mestre. Depois que seu irmão se tornou um pirata e matou os seus amigos ele perdeu toda a vontade de navegar e decidiu afogar seus problemas e aflições do vinho. Quando Ash pede a ele para navegar para a Ilha da Loucura, Grog aceita, sob a condição, uma tarefa que parece quase impossível.Qando realmente ele decide embarcar ele acaba derrotando o seu próprio irmão colocando ponto final com as suas próprias mãos.
- Dolan (Knight / Armor) - Um soldado sensata e responsável sob o comando de Magnus, que se preocupa grandemente para aqueles sob seu comando. Quando muitos de seus soldados começam a resvalar para a loucura, ele liberta os poucos soldados restantes e foge juntos a procura de seguramça.
- Amon (Archer / Hawknight) - Um dos soldados sob o comando de Dolan. Apesar de ser um jovem inteligente, ele é também algo de um pessimista. Sua relação exata com Sara é um pouco ambígua.
- Sara (Cleric / Monk) - Também sob comando de Dolan ela é estreita com Amon, mas evasivo sobre seus verdadeiros sentimentos quando se trata dele.Entrou na tropa com a intenção de procurar o seu par perfeito.
- Zohar Abu Said (Mage / Monk) - Um misterioso e mestre lendário, que desapareceu da história centenas de anos antes e que é encontrado mais tarde em outra dimensão devido ao seu discípulo que o traiu por causa de sua ambição.
- Dario (Archer / Hawknight) - Um técnico e fabricante de máquinas que se encontrou com Clint na prisão. É um velho amigo de Huxley.